# Mauro Martini
Mauro Martini (ur. 17 maja 1964 w Alfonsine) – włoski kierowca wyścigowy.

## Kariera
Martini rozpoczął karierę w międzynarodowych wyścigach samochodowych w 1985 roku od startów we  Włoskiej Formule 3, gdzie jednak nie zdobywał punktów. Trzy lata później w tej samej serii był już wicemistrzem. W późniejszych latach pojawiał się także w stawce Grand Prix Monako Formuły 3, Grand Prix Makau, Europejskiego Pucharu Formuły 3, Japońskiej Formuły 3, Formuły 3000, Japońskiej Formuły 3000, Japanese Touring Car Championship, Sportscar World Championship, All Japan Sports Prototype Car Endurance Championship, IMSA Camel GTP Championship, 24-godzinnego wyścigu Le Mans, Formuły 3000 International Speed Cup, All-Japan GT Championship, Global GT Championship, Formuły Nippon oraz FIA GT Championship.
W Formule 3000 Włoch wystartował w trzech wyścigach sezonu 1989 z ekipami Lola Motorsport oraz Leyton House Racing. Nigdy jednak nie zdobywał punktów. Został sklasyfikowany na 29 miejscu w końcowej klasyfikacji kierowców.